# Sichem
(Giosuè 24, 23-25)
Sichem (/ˈsikem/; in ebraico שכם‎?, Šəḵem; in ebraico samaritano ࠔࠬࠥࠊࠝࠌ, Šăkēm) è un'antica città, oggi sito archeologico, nei pressi della città moderna di Nablus, 65 km a nord di Gerusalemme.
È menzionata nella storia di Abramo, in Genesi 12,6; 33,18; e 34,2.

Sichem è un eponimo hivita che significa "spalla", "sella".

## Nella Bibbia
La località è citata, con il nome di Sekmen, nelle iscrizioni di Sesostris III che riportano di una spedizione militare organizzata intorno al 1870 a.C., che portò alla presa della città, allo scopo di contenere le incursioni dei nomadi.
Fu capitale del regno di Israele dopo la separazione dal regno di Giuda.
Nell'Antico Testamento Sichem è citata come luogo di sepoltura del patriarca Giuseppe.
È importante anche come luogo ove il popolo d'Israele, terminato l'esodo, rinnovò l'alleanza con il suo Dio prima di entrare nella terra promessa (Giosuè 24).
Anche nel Nuovo Testamento troviamo riferimenti a Sichem, citata con il nome aramaico di Sicar: l'incontro di Gesù con la samaritana (Giovanni 4,5).

## Scavi archeologici
L'archeologo Ernst Sellin la identificò con Tell Balata, dove furono riportati alla luce resti del IV millennio, muraglie, portoni e il tempio della città israelitica.
Sellin fu a capo di un gruppo di ricercatori austriaci e tedeschi, i cui lavori dovettero interrompersi a causa dello scoppio della Prima Guerra Mondiale, per essere ripresi sotto la sua direzione dal 1926 al 1936. Gli scavi proseguirono con il contributo dei team statunitensi guidati da G. E. Wright e da B. W. Anderson nel 1956, ed infine nel 1973 con i ricercatori di W. G. Dever (Campbell 1993: 1347; Seger 1997:21).